# Wologazes III
Wologazes III – król Partów od ok. 105 do 147 roku.